# Choronzon
Choronzon är det brittiska progressiva black metal/death metal-bandet Akercockes tredje studioalbum, utgivet november 2003 av skivbolaget Earache Records.

## Låtlista
1. "Praise the Name of Satan" – 7:10
2. "Prince of the North" (instrumental) – 2:04
3. "Leviathan" – 7:47
4. "Enraptured by Evil" – 4:06
5. "Choronzon" (instrumental)– 2:07
6. "Valley of the Crucified" – 5:09
7. "Bathykolpian Avatar" – 5:25
8. "Upon Coriaceous Wings" (instrumental> – 1:46
9. "Scapegoat" – 4:13
10. "Son of the Morning" – 5:32
11. "Becoming the Adversary" – 6:49
12. "Goddess Flesh" – 2:31

## Medverkande
Musiker (Akercocke-medlemmar)
- Jason Mendonça – sång, gitarr
- David Gray – trummor
- Paul Scanlan – gitarr
- Peter Theobalds – basgitarr

Bidragande musiker
- Ilia Rodriguez – elektronik, gitarr (spår 5, 8)

Produktion
- Akercocke – producent
- Martin Bonsoir – ljudtekniker
- Neil Kernon – ljudmix
- John Paul Braddock – mastering
- Peter Theobalds – omslagsdesign
- Fin Costello – omslagskonst
- Sam Scott-Hunter – foto